# サクリファイス 〜神々の咆哮〜
『サクリファイス 〜神々の咆哮〜』（サクリファイス・かみがみのほうこう、英名：Sacrifice）は、2000年にインタープレイ・エンターテイメントからWindows 98向けに発売されたRTSである。日本語版の作成・販売は株式会社ズーによって行われ、2001年に発売されている。

## 概略
Shiny Entertainmentの代表作。
まったく新しいコンセプトを取り入れ、RTS(リアルタム・ストラテジー)に新しい風を吹き込んだ、極めて革新的な作品。
内容は今まで発売されていたどのRTSとも違ったものになっている。
異世界の独特の世界観と、当時の３Dゲームの中では突出した美しいグラフィック、広大な世界、高い戦略性とスリリングなアクション性は当時のゲームの中でも際立っており、様々なゲーム賞を獲得した。
RTSの多くは『エイジ オブ エンパイア』や『スタークラフト』等のように、プレーヤー自身は世界に参加せず、上から俯瞰した視点で生産設備の建設、ユニットの作成、行動の命令等を行う、ポピュラスで確立されたシステムを発展させたものが多い。
しかし、『サクリファイス』は主人公であるWizardをサード・パーソン・アクションゲームのように操り、広大な世界を縦横無尽に駆け巡りプレイをしていくといった、プレーヤ自身が司令官として、自ら戦士として戦いに参加するという極めて先進的な発想で創造された。
プレイヤーは広大な世界に点在するマナリス(マナの泉に建設出来るマナ供給設備)を建設、あるいは襲撃して乗っ取り、自軍の拠点を増やしていきながら敵ウィザードの本丸を破壊すればクリアとなる。
配下や敵のモンスターは死ぬと魂(ソウル)が残り、ウィザードはその魂を奪い、マナを使って呪文を唱えれば、ソウルの数だけモンスターを召喚できる。
ソウルはウィザードしか奪えないため、乱戦の中、ウィザードが前線で殺されないように敵の死体からうまくソウルを集めることが自軍の増強につながり、自軍のソウルを奪われることは敵の増強につながるため、ウィザードは常に最前線に立たされることになる。
着実にマナリスを侵略していくことで支配圏を増やし、敵を追い詰めていき本丸を破壊するのがセオリーとなっているが、アクション性も高いため、囮を敵が攻めている間に本丸まで突撃するなど、高い戦略性が楽しめるようになっている。
また、Wizard自身のスペル(魔法)により配下のサポートや、攻撃魔法も使うこともできる。
なお、自作マップを製作するツールもあり、マルチプレイでオリジナルマップで戦うこともできる。

## ゲームプレイ
プレイヤーはWizardを背後から見るような視点でwizardを操作する。ゲーム開始時、マップ上に複数のマナの泉、自身のWizardの祭壇とWizard、敵対するWizardの祭壇とWizardが配置される。祭壇とはWizardの本拠地。Wizardは祭壇が建設された地域(マップ)でしか活動ができない。つまりこの祭壇を破壊することがゲームの勝利条件となる。また、マナの泉とはWizardの魔法の源である「マナ」を放出している泉。manalithと呼ばれる建物を建設することで、Wizardに常にマナを供給するようにすることができるようになる。
Wizardはスペルを使うことで、敵対するWizardやクリーチャ等で攻撃をおこなったり、Wizard自身や自軍のクリーチャを回復したり強化することができる。また、クリーチャの召喚もWizardのスペルとして行う。ストーリー後半に習得するスペルには非常に強力で広い範囲の敵・味方を攻撃するスペルが習得できる（例：volcano(火山)、tornadoes(竜巻)）。
クリーチャを召喚する際にはマナの他に「ソウル」と呼ばれる別の要素が必要になる。ソウルとは「魂」のことであり、Wizardは複数のソウルを使い、強力なクリーチャを呼び出す。ソウルはゲーム開始時は少ししか所有していないが、中立クリーチャの殺害、敵クリーチャの殺害で出現する浄化されていないソウルを浄化することで、所有量を増やすことができる。
Wizardが使用できるスペル、召喚できるクリーチャはそれぞれ50種類を超える量が存在している。
スペル、クリーチャはゲーム中に登場する5つの神の性質に沿ったデザインで作成されている。
- Persephone(パーセフネ)　：　生命の神。　回復スペル、敵対するクリーチャを味方に引き込むスペル、味方を回復・強化するクリーチャ。
- Charnel(チャーネル)　：　争いを司る神。パーセフネの反対の性質を持つ。敵味方問わず一撃で殺してしまう死神を召喚するスペル、毒を使った攻撃を行うクリーチャ。
- James(ジェームス)　：　大地の神。岩を大砲のように飛ばすスペル、巨岩を飛ばすクリーチャ。
- Stratos(ストラトス)　：　風の神。凍結や竜巻等、敵の行動を著しく制限するスペル、攻撃するたびに敵を凍結させるクリーチャ。
- Pyro(パイロ)　：　火の神。マップ上に火山を出現させる等強力・広域なスペル、機械化され攻撃力が高まったクリーチャ。

プレイヤーはWizardをキーボードの↑↓←→で操作し、マウスでスペルの対象やクリーチャの移動先等を指定する。